# Skedvisjön
Skedvisjön är en sjö i Köpings kommun i Västmanland och ingår i Norrströms huvudavrinningsområde. Sjön är 9,6 meter djup, har en yta på 7,68 kvadratkilometer och befinner sig 48,9 meter över havet. Sjön avvattnas av vattendraget Skedviån. Vid provfiske har bland annat gös, abborre, björkna, braxen och gers fångats i sjön.

## Delavrinningsområde
Skedvisjön ingår i det delavrinningsområde (660590-149275) som SMHI kallar för Utloppet av Skedvisjön. Medelhöjden är 58 meter över havet och ytan är 30,22 kvadratkilometer. Det finns ett avrinningsområde uppströms, och räknas det in blir den ackumulerade arean 56,47 kvadratkilometer. Skedviån som avvattnar avrinningsområdet har biflödesordning 3, vilket innebär att vattnet flödar genom totalt 3 vattendrag innan det når havet efter 179 kilometer. Avrinningsområdet består mestadels av skog (40 procent) och jordbruk (23 procent). Avrinningsområdet har 7,68 kvadratkilometer vattenytor vilket ger det en sjöprocent på 25,4 procent.

## Fisk
Vid provfiske har följande fisk fångats i sjön:
- Abborre
- Björkna
- Braxen
- Gärs
- Gädda
- Gös
- Karpfisk obestämd
- Löja
- Mört